# Francesco Russo (politico)
Francesco Russo (Trieste, 22 giugno 1969) è un politico e dirigente pubblico italiano, dal 22 maggio 2018 Vicepresidente del Consiglio regionale del Friuli-Venezia Giulia.
È stato inoltre senatore della Repubblica nella XVII legislatura.

## Biografia
Nato a Trieste il 22 giugno 1969, si laurea in Scienze politiche all’Università degli Studi di Trieste, a cui aggiunge un percorso di specializzazione in Scienze sociali alla Pontificia Università Gregoriana di Roma, e un periodo da assegnista di ricerca all’Università degli Studi di Padova.

### Attività accademica
Dal 2006 insegna Storia della scuola e Politica della formazione all'Università degli Studi di Udine.
Interessato di innovazione e ricerca, per 5 anni è stato vicepresidente di AREA Science Park. In questo periodo si occupa, a livello regionale e nazionale, di trasferimento di tecnologia alle imprese in settori di eccellenza nel Friuli-Venezia Giulia e regioni del Mezzogiorno (Domotica e Energie rinnovabili).

### Carriera politica
Fin da giovane impegnato in politica, dopo una militanza nel Movimento Giovanile della Democrazia Cristiana, è stato segretario nazionale dei Giovani del Partito Popolare e membro della segreteria nazionale, responsabile innovazione e ricerca de La Margherita. 
Da gennaio 2011 ad aprile 2013 è stato Segretario provinciale del Partito Democratico di Trieste.

#### Elezione a senatore
Alle elezioni politiche del 2013 è candidato al Senato della Repubblica in Friuli-Venezia Giulia come capolista del Partito Democratico. Verrà poi eletto senatore della XVII Legislatura.
Nel corso della Legislatura è stato Segretario d'aula del gruppo PD al Senato della Repubblica.
Ha presentato un emendamento al DL Fare per abolire l'utilizzo dei fax dalla Pubblica Amministrazione (conosciuto come Ammazzafax). Ha inoltre aderito alla campagna contro la corruzione di Libera.
Alle Primarie PD del 2016 per la carica di sindaco di Trieste, perde la competizione col 35% (2.396 voti) contro il sindaco uscente, Roberto Cosolini col 65% (4.407) con 6.848 voti.
Il 15 gennaio 2018 annuncia la decisione di non volersi più ricandidare alle elezioni politiche del 2018.
Si candida alle elezioni regionali in Friuli-Venezia Giulia del 29 aprile 2018 nelle liste del PD, nella mozione dell'ex sindaco di Pordenone nonché vicepresidente uscente Sergio Bolzonello, venendo eletto nella circoscrizione di Trieste in consiglio regionale del Friuli-Venezia Giulia. Ottiene 4376 preferenze, risultando il candidato più votato di tutta la regione. 
Il 22 maggio di quello stesso anno viene eletto vicepresidente del Consiglio regionale del Friuli-Venezia Giulia.

#### Candidatura a sindaco di Trieste
Nel 2021, sostenuto da Partito Democratico, TS 21-26, Lista Russo - Punto Franco, Partito Animalista Italiano, Noi Pensionati Insieme e Uniti per un'Altra Città decide di correre per il municipio di Trieste alle elezioni comunali. Nel primo turno del 3 e 4 ottobre ottiene il 31,67% dietro al sindaco Roberto Dipiazza che invece ottiene il 46,89% andando quindi al ballottaggio. Con il 48,71 % viene poi sconfitto da Dipiazza che vince con il 51,29 %.

### Incarichi associativi
Avendo ricoperto il ruolo di Segretario Generale dell'Associazione TrecentoSessanta, fondata dall'ex premier Enrico Letta, il 10 dicembre 2020, ospite alla trasmissione Ring su Telequattro, presenta l'Associazione Punto Franco, descritto come "un generatore di proposte, aperto e trasversale, che nasce per raccogliere e dare voce alle tante energie positive che animano la nostra comunità ma che spesso restano invisibili e non valorizzate dalle Istituzioni".
Dopo la Settimana sociale di Trieste del luglio 2024, nel febbraio 2025 ha organizzato il raduno della rete di Trieste per due giorni a Roma, convocando 400 amministratori cattolici per discutere una nuova identità della Chiesa in politica.